# Der Fall Collini (Film)
Der Fall Collini ist ein deutscher Politthriller von Marco Kreuzpaintner, der am 18. April 2019 in die deutschen Kinos kam. Es handelt sich um eine Verfilmung des Romans Der Fall Collini von Ferdinand von Schirach aus dem Jahr 2011.

## Handlung
Nachdem im Jahr 2001 der angesehene Industrielle Jean-Baptiste Meyer in seiner Hotelsuite in Berlin ermordet worden ist, stellt sich der Rentner und ehemalige Gastarbeiter Fabrizio Collini in der Lobby widerstandslos als vermeintlicher Täter der Polizei. Der junge Rechtsanwalt Caspar Leinen, der gerade erst seine Zulassung bekommen hat, wird als dessen Pflichtverteidiger bestellt. Als er erfährt, dass es sich bei dem Toten um „Hans“ Meyer handelt, der wie ein Ersatzvater für ihn war, mit dessen verstorbenem Enkel Philipp er zur Schule ging und mit dessen Enkelin Johanna er liiert war bzw. ist, will Leinen sich für befangen erklären und das Mandat niederlegen. Aber sein ehemaliger Hochschullehrer Richard Mattinger, der jetzt als Nebenkläger die Familie des Ermordeten vertritt, rät Leinen dazu, das Mandat weiterzuführen: Gefühle dürfe ein Strafverteidiger sich vor Gericht nicht erlauben.
Da Collini beharrlich schweigt, scheint der Fall aussichtslos. Mattinger schlägt Leinen vor, um den Prozess abzukürzen, solle er Collini zu einem Geständnis bringen, im Gegenzug werde der Oberstaatsanwalt nur auf Totschlag statt Mord plädieren. Als im Gericht aber die Tatwaffe präsentiert wird, fällt Leinen ein, dass Philipp ihm damals in Meyers Bibliothek die gleiche Waffe gezeigt hatte. Es ist eine Walther P38, die heute als Tatwaffe eher selten benutzt wird. Leinen erwirkt eine mehrtägige Unterbrechung der Verhandlung und fährt nach Montecatini, dem Heimatdorf Collinis, während sein Vater in Ludwigsburg Akten zu NS-Verbrechen studiert.
Leinen trifft den Dorfbewohner Claudio Lucchesi, der ihm erzählt, was 1944 in Montecatini passiert ist: Als junger SS-Sturmbannführer leitete Hans Meyer in der Toskana nach einem Attentat von Partisanen eine Vergeltungsmaßnahme. Unter den willkürlich Ausgewählten war auch der Vater des Angeklagten. Meyer zwang den kleinen Collini, mit anzuschauen, wie der durch das Exekutionskommando schwerverletzte Vater mit mehreren Pistolenschüssen hingestreckt wurde. Lucchesis Vater war dabei als Dolmetscher tätig und wurde deshalb kurz nach dem Krieg als Kollaborateur hingerichtet.
Mattinger versucht, Leinen davon abzuhalten, dies vor Gericht vorzubringen, indem er ihm lukrative Wirtschaftsfälle in Aussicht stellt, doch Leinen geht nicht darauf ein. Als Lucchesi vor Gericht seine Zeugenaussage macht, ist nun auch Collini bereit, über seine Motivation zu reden. Mattinger erklärt das für irrelevant; Collini und seine Schwester hätten bereits 1968 Strafanzeige gegen Meyer erstattet, und das Verfahren sei damals eingestellt worden. Leinen recherchiert, dass es dabei nicht um die Schuldfrage gegangen ist, sondern dass wegen einer kurz zuvor erfolgten Gesetzesänderung NS-Verbrechen wie das von Meyer nur noch als Totschlag eingestuft wurden und deshalb verjährt waren. Leinen konfrontiert den damals im Gesetzgebungsverfahren mitinvolvierten Mattinger damit, der schließlich eingesteht, dass dies Unrecht gewesen sei. Als am nächsten Tag das Urteil verkündet werden soll, erklärt die Richterin, dass Collini in der Nacht Suizid begangen habe.
Per Post erhält Leinen mit einer kurzen Notiz seines inzwischen toten Mandanten ein Foto, das diesen mit seinem Vater zeigt.

## Produktion

### Literarische Vorlage, Stab und Besetzung
Der Film basiert auf dem Roman Der Fall Collini von Ferdinand von Schirach aus dem Jahr 2011 über den Mord am Industriellen Jean-Baptiste Meyer durch den Rentner und ehemaligen Gastarbeiter Fabrizio Collini. Bert Rebhandl von der Frankfurter Allgemeinen Zeitung schreibt, von Schirach habe mit seinem Roman so etwas wie erzählerische Rechtskulturgeschichte im Dienste der Vergangenheitsbewältigung betrieben. Sein Roman wurde von Christian Zübert, Robert Gold und Jens-Frederik Otto für den Film adaptiert.
Carsten Baumgardt von Filmstarts bemerkt, die Struktur der vier Zeitebenen aus dem Roman sei für den Film etwas entschlackt und auf drei reduziert worden. Neben der Gegenwart des Jahres 2001 gebe es einige Rückblenden in die Jugendzeit Leinens, die seine enge Verbundenheit zur Familie Meyer zeigen. Eine Neuerung gegenüber dem Buch sei auch, dass Leinen nicht aus elitären Kreisen komme; eine solche Milieuverschiebung sei durchaus legitim als zusätzliches Element der Handlung, so Baumgardt.
Im Juli 2018 wurde bekannt, dass Constantin-Film AG den Roman verfilmt, Marco Kreuzpaintner die Regie übernimmt und Elyas M’Barek die Hauptrolle des jungen Anwalts Caspar Leinen erhält. Alexandra Maria Lara spielt Caspars Jugendliebe Johanna, die von Tara Fischer als junges Mädchen gespielt wird. In weiteren Rollen sind Heiner Lauterbach als Richard Mattinger, Franco Nero als Fabrizio Collini, Sandro Di Stefano als Claudio Lucchesi, Axel Moustache als Alberto Lucchesi und Peter Prager als Bernhard Leinen zu sehen. Jannis Niewöhner spielt Jean-Baptiste Hans Meyer als jungen Mann.

### Filmförderung und Dreharbeiten
Das Projekt wurde vom FilmFernsehFonds Bayern mit 500.000 Euro gefördert und erhielt von diesem ein Erfolgsdarlehen in Höhe von 186.000 Euro. Medienboard Berlin-Brandenburg förderte den Film mit 1,1 Millionen Euro. Die Filmförderungsanstalt gewährte eine Produktionsförderung in Höhe von 600.000 Euro.
Die Dreharbeiten fanden in Berlin und Italien statt. Drehbeginn war am 29. August 2018, das Drehende am 19. Oktober 2018. Als Kameramann fungierte Jakub Bejnarowicz.

### Veröffentlichung
Der Film wurde von Constantin Film am 18. April 2019 in die deutschen Kinos gebracht. Die Premiere erfolgte am 9. April 2019 im Berliner Zoo Palast. Im weiteren Verlauf des Jahres erfolgten Vorstellungen auf verschiedenen Filmfestivals, so im Oktober 2019 beim Paris German Film Festival und beim Haifa International Film Festival. Im Januar und Februar 2020 wurde der Film im Rahmen der SchulKinoWochen in Nordrhein-Westfalen vorgestellt. Die Free-TV-Premiere erfolgte am 2. August 2021 im Ersten, wo der Film mit 4,1 Millionen Zuschauern einen Marktanteil von 15,4 Prozent verzeichnen konnte.

## Rezeption

### Kritiken und Einspielergebnis
Von den bei Rotten Tomatoes erfassten Kritiken sind 80 Prozent positiv, die durchschnittliche Bewertung liegt bei 6,8 von 10 möglichen Punkten. Die Kritiken in Deutschland fielen im Allgemeinen gemischt aus. Bert Rebhandl von der Frankfurter Allgemeinen Zeitung meint, der Film sei „nicht einfach eine Literaturverfilmung, sondern eine Übersetzung“ und erweise sich als „grob misslungen“, „weil die Regie die Gerichtsthrillerform grob verfehl[e]“ – „vor allem dadurch, dass die Spannung hier nie aus dem Verfahren selbst“ erwachse, „sondern immer reichlich unvermittelt von außen hinzugefügt“ werde. Rebhandl resümiert: „‚Der Fall Collini‘ trägt die große Form eines Justizthrillers wie eine unpassende Robe.“
Anke Sterneborg von epd Film schreibt: „Das laute Knirschen im Gebälk der Drehbuchkonstruktion kann Marco Kreuzpaintner weder mit großem Pathos noch mit einem übermächtigen Soundtrack übertönen. Und wenn Junganwalt Elyas M’Barek turnusmäßig als Hobbyboxer in den Ring steigt, ist der Versuch, sein bisheriges Rollenbild mit dem neuen, intellektuellen zu verbinden, allzu offensichtlich.“
Carsten Baumgardt von Filmstarts bemerkt in seiner Kritik einen exquisiten visuellen Look. Der Film sehe „verdammt gut und sehr elegant“ aus, und die Bilder von Kameramann Jakub Bejnarowicz hätten „internationale Klasse“. Elyas M’Barek überzeuge „in seiner Rolle als engagierter und pflichtbewusster Junganwalt, weil er das passende Maß aus Blauäugigkeit, Chuzpe und Durchsetzungsvermögen“ finde.

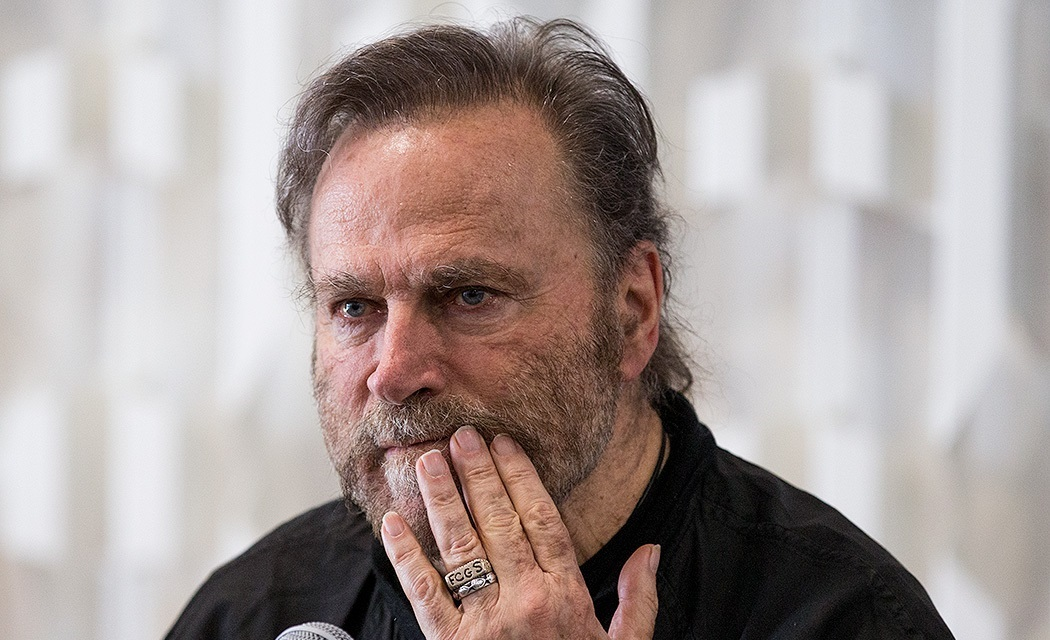
Franco Nero spielt in der Titelrolle Fabrizio Collini

Auch Luitgard Koch von der Gilde deutscher Filmkunsttheater bemerkt, M’Barek, der „eher in Filmen zu sehen“ sei, „die oftmals durchaus als leichtere Kinokost gelten“, „in einer ernsten Rolle auf der großen Leinwand zu erleben“, sei „beeindruckend“. Der Weltstar Franco Nero an seiner Seite sei „zusätzlich ein wahrer Glücksfall für das komplexe Thema“, der mit seiner Ausstrahlung „seiner Figur eine faszinierende Kraft zwischen Zerbrechlichkeit und Stärke“ verleihe. „Sehr überzeugend wirkt auch Heiner Lauterbach, der den schillernden Charakter des eitlen Star-Juristen in all seinen Facetten perfekt verkörpert.“
Von der Deutschen Film- und Medienbewertung wurde Der Fall Collini mit dem Prädikat besonders wertvoll versehen. In der Begründung heißt es: „Anders als so manche deutsche Kinoproduktion wirkt Der Fall Collini von Anfang bis Ende tatsächlich wie ein echter Kinofilm. Kamera und Schnitt haben großartige Arbeit geleistet. In der Diskussion hat die Jury daher den Realismus und die Frische der Inszenierung hervorgehoben, die sich auch international sehen lassen können.“
Zu einer eher negativen Beurteilung des Films kommt Juliane Liebert in der Süddeutschen Zeitung: „Solider deutscher Thrillerkitsch. Aber angesichts der Wichtigkeit des Themas […] ist solider deutscher Thrillerkitsch einfach zu wenig.“ Elyas M’Barek wirke bemüht, aber eher krampfhaft in der Hauptrolle, während die Figuren und ihre Konstellationen („eine Kino gewordene Familienaufstellung“) eher abgegriffen seien.
Die Rechtswissenschaftlerin Ingeborg Puppe kritisiert den Film u. a. aus juristischer Sicht. Sie führt in ihrem Artikel in der LTO zahlreiche fachliche Mängel des Films auf, den Film beurteilt sie als: „effekthascherisch, emotional, historisch unwahr“. Insbesondere kritisiert sie, dass nie – wie im Film dargestellt – ein Gesetz im Bundestag durchgebracht wurde, „nach dem Tötungen im zweiten Weltkrieg und bei der Judenverfolgung nur noch als Totschlag, nicht aber als Mord zu bestrafen seien.“ Stattdessen habe es sich bei dem Verjährungsskandal um eine Strafvorschrift gehandelt, „die die zunächst unerkannt gebliebene Konsequenz hatte, dass bestimmte Beihilfehandlungen zu nationalsozialistischen Tötungsverbrechen verjährt waren.“
In Deutschland verzeichnete der Film 799.406 Besucher (Stand 5. Januar 2020).
Im November 2021 war der Film zum zweiten Mal als einziger deutschsprachiger Film unter den globalen Top Ten der nicht-englischsprachigen Filme bei Netflix.

### Auszeichnungen (Auswahl)
Der Fall Collini wurde Anfang Januar 2020 in die Vorauswahl für den Deutschen Filmpreis aufgenommen, blieb aber bei Bekanntgabe der regulären Nominierungen unberücksichtigt. Von den Produzenten wurde Der Fall Collini für die Auswahl des deutschen Beitrags für die Oscarverleihung 2020 eingereicht. Im Folgenden weitere Nominierungen und Auszeichnungen.
Haifa International Film Festival 2019
- Nominierung im Between Israeli and Jewish Identity Competition[28]

Haugesund Filmfestival 2020
- Auszeichnung mit dem Publikumspreis[29]